# Fahrradmod
Fahrradmod ist ein Werk des deutschen Comiczeichners Tobi Dahmen. Es ist eine teilautobiografische Graphic Novel auf Basis des gleichnamigen Webcomics, den Tobi Dahmen ab 2011 schuf, und mit dem er auf den zweiten Platz des „Sondermann Webcomic-Awards“ 2011 auf der Frankfurter Buchmesse kam.
Fahrradmod ist eine Coming-of-age-Geschichte im Umfeld der Jugendkulturen der Mods, Scooterboys und Skinheads und erschien 2015 im Carlsen Verlag.

## Inhalt
Tobi wächst in der Kleinstadt Wesel auf. Als Jugendlicher lernt er dort die Subkultur der Mods kennen, der er sich fortan zugehörig fühlt. Auch Skinheads und Scooterboys spielen danach eine wichtige Rolle. Neben der Kleidung übt vor allem die Musik eine wesentliche Anziehungskraft aus, insbesondere Ska und Northern Soul.
Der Comic beschreibt die persönlichen inneren und äußeren Entwicklungen Tobis ab Mitte der 1980er bis heute und zeigt seine Erlebnisse auf dem Weg. Rechtsextreme Einflüsse in der Szene, die persönliche berufliche Entwicklung, Gewalterlebnisse, erste sexuelle Erfahrungen, die sehr unterschiedlichen Persönlichkeiten in seinem persönlichen Umfeld und die intensive Leidenschaft für die Subkultur charakterisieren den dargestellten Lebensabschnitt des Hauptdarstellers. Dabei wechseln sich angespannte und ausgelassene Episoden ab, und man sieht ihn sowohl in nachdenklichen Momenten als auch in lustigen Situationen.